# ISO 3166-2:CI
Ici, ce sont les ISO 3166-2 données pour la Côte d’Ivoire.

## Districts
Tous les entrée ont le code de langue « fr ».
Cliquez sur le bouton dans l'en-tête d'une colonne pour la trier
| iso 3166-3 BEL | Région             | Subdivision category (anglais) |
| -------------- | ------------------ | ------------------------------ |
| CI-AB*         | Abidjan            | autonomous district            |
| CI-YM*         | Yamoussoukro       | autonomous district            |
| CI-BS*         | Bas-Sassandra      | district                       |
| CI-CM*         | Comoé              | district                       |
| CI-DN*         | Denguélé           | district                       |
| CI-GD*         | Gôh-Djiboua        | district                       |
| CI-LC*         | Lacs               | district                       |
| CI-LG*         | Lagunes            | district                       |
| CI-MG*         | Montagnes          | district                       |
| CI-SM*         | Sassandra-Marahoué | district                       |
| CI-SV*         | Savanes            | district                       |
| CI-VB*         | Vallée du Bandama  | district                       |
| CI-WR*         | Woroba             | district                       |
| CI-ZZ*         | Zanzan             | district                       |